# Harper's Weekly
Harper's Weekly, A Journal of Civilization foi uma revista política americana com sede em Nova Iorque. Publicada pela Harper & Brothers de 1857 a 1916, apresentava notícias nacionais e estrangeiras, ficção, ensaios sobre muitos assuntos e humor, além de ilustrações. Trazia uma extensa cobertura da Guerra Civil Americana, incluindo muitas ilustrações de eventos da guerra. Durante seu período mais influente, foi o fórum do cartunista político Thomas Nast.

## História

### Começo

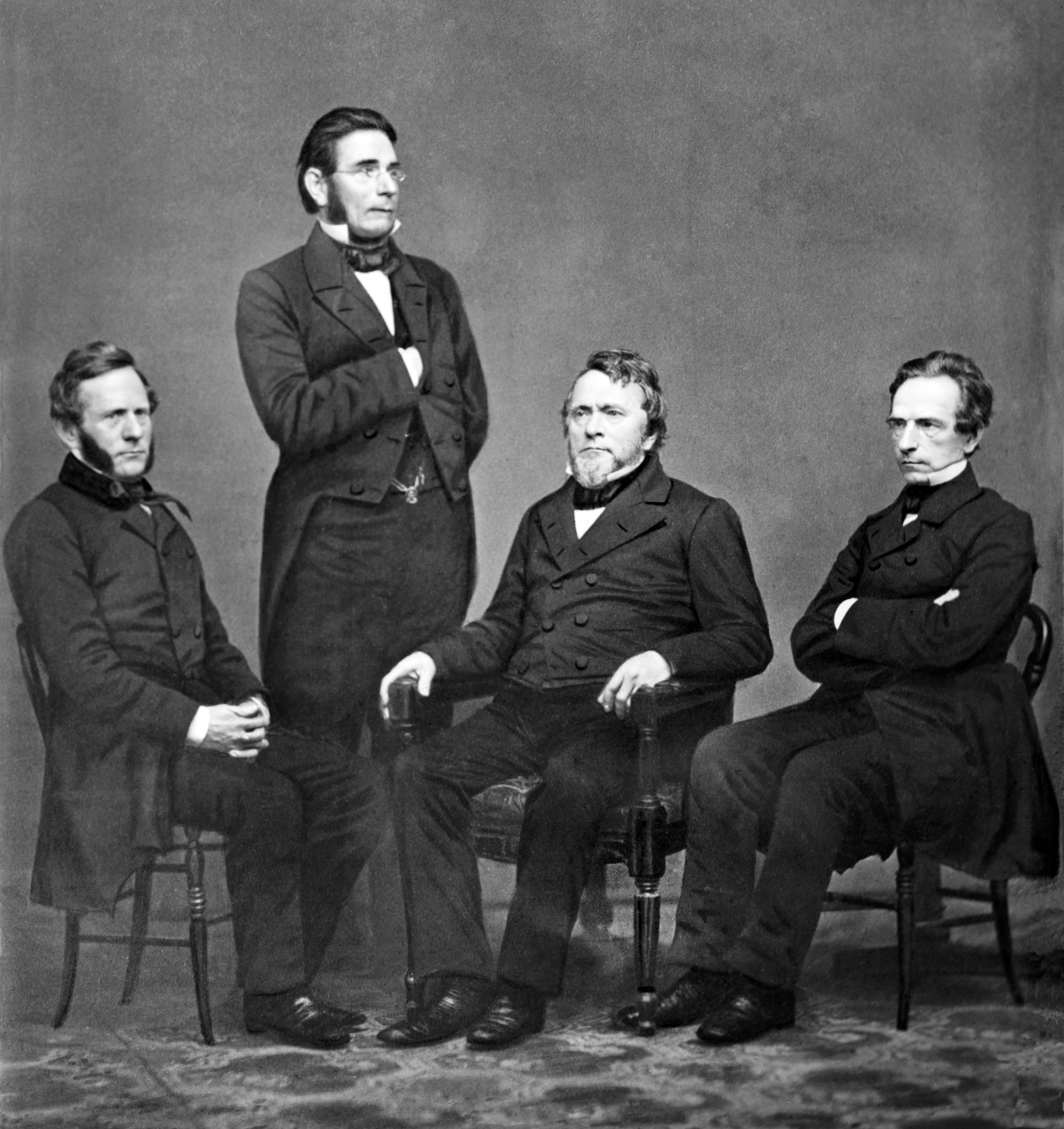
Os fundadores da Harper & Brothers, Fletcher, James, John e Joseph Wesley Harper (1860)

Junto com seus irmãos James, John e Wesley, Fletcher Harper começou a editora Harper & Brothers em 1825. Seguindo o exemplo de sucesso do The Illustrated London News, Harper começou a publicar a Harper's Magazine em 1850. A publicação mensal apresentava autores consagrados, como Charles Dickens e William Makepeace Thackeray, e em vários anos a demanda pela revista foi grande o suficiente para sustentar uma edição semanal.
Em 1857, sua empresa começou a publicar a Harper's Weekly em Nova Iorque. Em 1860, a circulação da Weekly alcançou 200 000. As ilustrações eram uma parte importante do conteúdo da Weekly e desenvolveram uma reputação por usar alguns dos ilustradores mais renomados da época, principalmente Winslow Homer, Granville Perkins e Livingston Hopkins.
Entre as características recorrentes estavam os desenhos políticos de Thomas Nast, que foi contratado em 1862 e trabalhou com a Weekly por mais de 20 anos. Nast era um caricaturista temido e costuma ser chamado de pai da caricatura política americana. Ele foi o primeiro a usar um elefante como símbolo do Partido Republicano. Ele também desenhou o personagem lendário do Papai Noel; sua versão tornou-se fortemente associada à figura, popularizada como parte dos costumes natalinos no final do século XIX.

### Cobertura da Guerra Civil
Harper's Weekly foi o jornal mais lido nos Estados Unidos durante o período da Guerra Civil. Para não desagradar seu amplo público no sul, a Harper's assumiu uma posição editorial moderada sobre a questão da escravidão antes do início da guerra. As publicações que apoiavam a abolição se referiam a ela como "Harper's Weakly". A Weekly havia apoiado a campanha presidencial de Stephen A. Douglas contra Abraham Lincoln, mas quando a Guerra Civil Americana estourou, ela apoiou totalmente Lincoln e a União. Um artigo de julho de 1863 sobre o escravo fugitivo Gordon incluía uma fotografia de suas costas, fortemente marcada por chicotadas; isso forneceu a muitos leitores no norte sua primeira evidência visual da brutalidade da escravidão. A fotografia inspirou muitos negros livres no norte a se alistarem.
Alguns dos artigos e ilustrações mais importantes da época foram os relatórios da Harper's sobre a guerra. Além de ilustrações de Homer e Nast, a revista também publicou ilustrações de Theodore R. Davis, Henry Mosler e dos irmãos Alfred e William Waud.
Em 1863, George William Curtis, um dos fundadores do Partido Republicano, tornou-se editor político da revista e permaneceu nessa capacidade até sua morte em 1892. Seus editoriais defendiam a reforma do serviço público, tarifas baixas e adesão ao padrão-ouro.

### "President maker"
Após a guerra, a Harper's Weekly apoiou mais abertamente o Partido Republicano em suas posições editoriais e contribuiu para a eleição de Ulysses S. Grant em 1868 e 1872. Apoiou a posição republicana radical na reconstrução. Na década de 1870, o cartunista Thomas Nast iniciou uma campanha agressiva no jornal contra o corrupto líder político de Nova Iorque William "Boss" Tweed. Nast recusou um suborno de 500 mil dólares para cessar seu ataque. Tweed foi preso em 1873 e condenado por fraude.
Nast e a Harper's também tiveram um papel importante em garantir a eleição presidencial de Rutherford B. Hayes em 1876. Mais tarde, Hayes observou que Nast era "a ajuda mais poderosa que [ele] tinha". Após a eleição, o papel de Nast na revista diminuiu consideravelmente. Desde o final da década de 1860, Nast e George W. Curtis diferiam frequentemente em questões políticas e particularmente no papel dos desenhos animados no discurso político. Curtis acreditava que a zombaria da caricatura deveria ser reservada para os democratas, e não aprovava as charges de Nast que atacavam republicanos como Carl Schurz e Charles Sumner, que se opunham às políticas do governo Grant. O editor de Harper, Fletcher Harper, apoiou fortemente Nast em suas disputas com Curtis. Em 1877, Harper morreu e seus sobrinhos, Joseph W. Harper Jr. e John Henry Harper, assumiram o controle da revista. Eles eram mais simpáticos aos argumentos de Curtis de rejeitar caricaturas que contradiziam suas posições editoriais.
Em 1884, no entanto, Curtis e Nast concordaram que não podiam apoiar o candidato republicano James G. Blaine, cuja associação com a corrupção era um anátema para eles. Em vez disso, apoiaram o candidato democrata Grover Cleveland. Os desenhos de Nast ajudaram Cleveland a se tornar o primeiro democrata a ser eleito presidente desde 1856.
A contribuição final de Nast para a Harper's Weekly foi sua ilustração de natal em dezembro de 1886. O jornalista Henry Watterson disse que "ao deixar a Harper's Weekly, Nast perdeu seu fórum: ao perdê-lo, a Harper's Weekly perdeu sua importância política". A biógrafa de Nast, Fiona Deans Halloran, diz que "o primeiro é verdadeiro até certo ponto, o segundo improvável. Os leitores podem ter perdido os desenhos animados de Nast, mas a Harper's Weekly permaneceu influente".

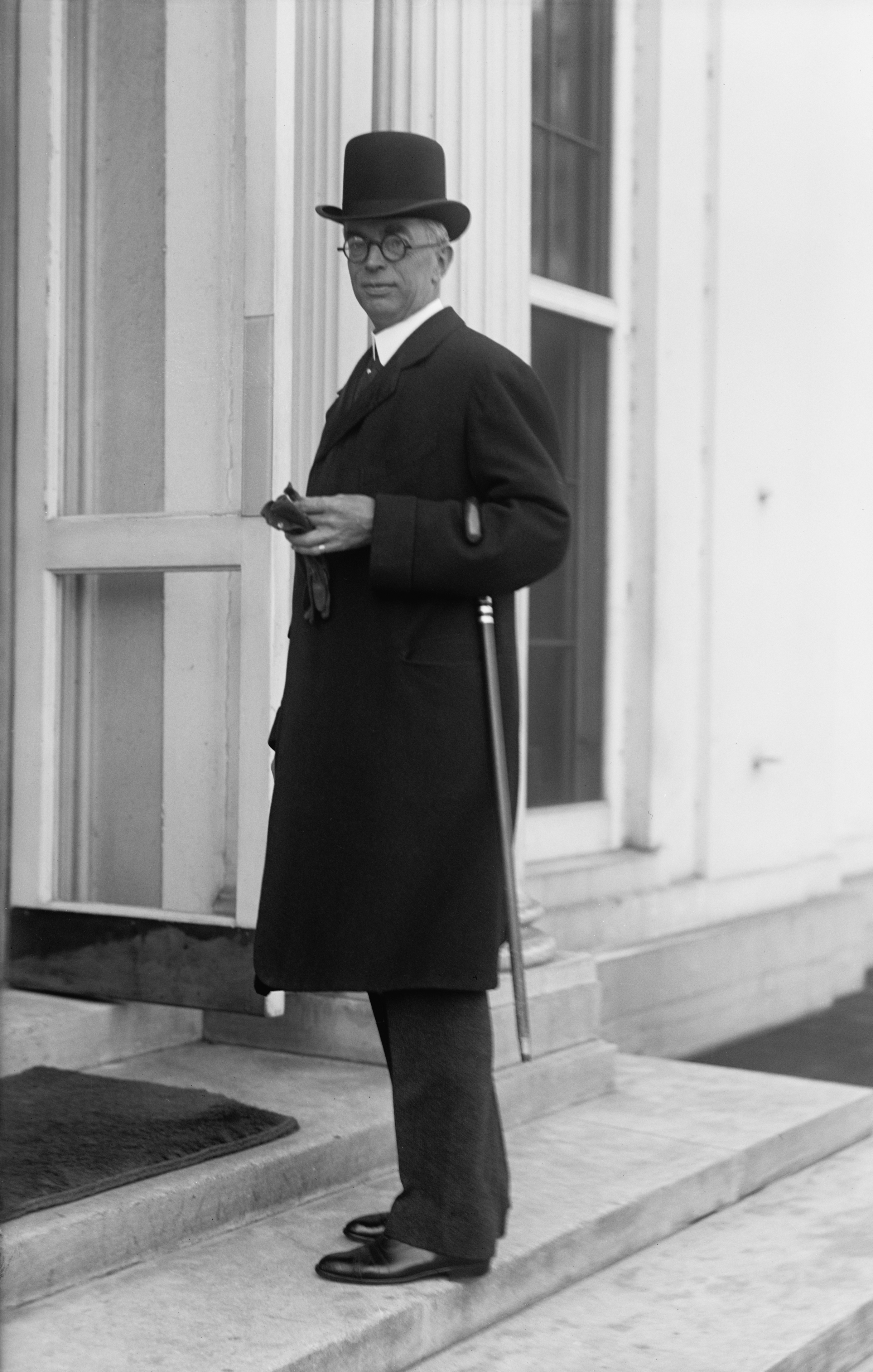
George Harvey, editor semanal do Harper de 1901 a 13

### Início do século XX
Depois de 1900, a Harper's Weekly dedicou mais impressões a questões políticas e sociais e apresentou artigos de algumas das figuras políticas mais importantes da época, como Theodore Roosevelt. O editor da Harper's, George Harvey, foi um dos primeiros a apoiar a candidatura de Woodrow Wilson, propondo-o para a Presidência em um jantar no Lotos Club em 1906. Após o jantar, Harvey se certificaria de que "estampasse em cada edição da Harper's Weekly as palavras 'Para o presidente — Woodrow Wilson'".
A Harper's Weekly publicou sua edição final em 13 de maio de 1916. Foi absorvida pelo The Independent, que por sua vez se fundiu com o The Outlook em 1928.

### Anos 1970
Em meados da década de 1970, a Harper's Magazine usou o título Harper's Weekly para uma publicação derivada, novamente publicada em Nova Iorque. Publicado quinzenalmente durante a maior parte de sua execução, a Harper's Weekly revivida dependia das contribuições dos leitores para grande parte de seu conteúdo.

## Publicações
Em 14 de janeiro de 1893, a Harper's Weekly tornou-se a primeira revista americana a publicar uma história de Sherlock Holmes — "The Adventure of the Cardboard Box".